# Yugui
Pour les articles homonymes, voir gui.
Yugui (chinois : 鬼宿, pinyin : guǐ xiù), ou gui est une loge lunaire de l'astronomie chinoise. Son étoile référente (c'est-à-dire celle qui délimite la frontière occidentale de la loge) est θ Cancri. La loge occupe une largeur approximative de 3 degrés. L'astérisme associé à la loge contient, en tout quatre autres étoiles, à savoir :
- γ Cancri,
- δ Cancri,
- η Cancri,
- θ Cancri.

Le tout forme un quadrilatère entourant l'amas ouvert M44. Il est souvent difficile de répérer avec certitude les étoiles correspondant aux astérismes en astronomie chinoise, les cartes du ciel les montrant étant le plus souvent figuratives, et ne mentionnant que très rarement les luminosité relatives des astres. Cependant dans le cas de Yugui, sa position sur l'écliptique rend l'identification aisé par les nombreuses mentions précisément datées de position de planètes à l'intérieur de celui-ci. 
En astrologie chinoise, cette loge est associée au groupe de l'oiseau vermillon du sud.

## Source
- (en) Francis Richard Stephenson et David A. Green, Historical supernovae and their remnants, Oxford, Oxford University Press, 2002, 252 p. (ISBN 0198507666), pages 18 et 193.